# 車いすラグビー日本国内クラブチーム
車いすラグビー日本国内クラブチームは、日本車いすラグビー連盟に登録し、日本国内を拠点に活動する車いすラグビーのチームである。日本選手権大会では日本一を競う。車いすラグビー日本代表選手は、これらチームから選抜される。

## 概要
2024年12月現在。10チームが日本車いすラグビー連盟に登録し、活動している。登録選手数：97名（うち、日本代表強化指定選手19名）。登録スタッフ数：87名。
出典：日本車いすラグビー連盟「国内クラブチーム・クラブ紹介」
| 都道府県        | チーム名                                 | 主な活動場所 | 外部リンク                                                                                         | 備考 |
| --------------- | ---------------------------------------- | --- | -------------------------------------------------------------------------------------------------- | ---- |
| 北海道          | SILVERBACKS （シルバーバックス）         | 市立札幌みなみの杜高等支援学校体育館（札幌市） 北村トレーニングセンター（岩見沢市） 旭川市障害者福祉センターおぴった（旭川市） 士幌町総合研修センター（河東郡士幌町）                                    | https://www.facebook.com/wrtSILVERBACKS/                                                           |      |
| 福島県          | TOHOKU STORMERS （東北ストーマーズ）     | 福島県勤労身体障がい者体育館（福島県西白河郡西郷村） | http://www.tohoku-stormers.info/                                                                   |      |
| 千葉県          | RIZE CHIBA （ライズ千葉）                | 千葉県障害者スポーツレクリエーションセンター（千葉市稲毛区） 千葉市ハーモニープラザ（千葉市中央区） 淑徳大学（千葉市中央区） 畑コミニティセンター（千葉市花見川区） 日本財団パラアリーナ（東京都品川区） | https://www.instagram.com/rize_chiba/                                                              |      |
| 埼玉県          | AXE （アックス）                         | 日本財団パラアリーナ（東京都品川区） | https://www.facebook.com/Axe2007/?locale=ja_JP https://wakuwaku-works.com/axe2020/                 |      |
| 東京都          | BLITZ （ブリッツ）                       | 日本財団パラアリーナ（東京都品川区） 東京都パラスポーツトレーニングセンター（東京都調布市） | https://www.instagram.com/blitz.2005/                                                              |      |
| 東京都・ 埼玉県 | GLANZ （グランツ）                       | 日本財団パラアリーナ（東京都品川区） 国立障害者リハビリテーションセンター（埼玉県所沢市） | https://www.instagram.com/glanz.2024/                                                              |      |
| 大阪府          | WAVES （ウェーブズ）                     | 兵庫県立スポーツ交流館（兵庫県神戸市西区） アクティブスクエア大東（大阪府大東市） 長居障がい者スポーツセンター（大阪府大阪市東住吉区） サンアビリティーズ城陽（京都府城陽市）                            | https://www.instagram.com/waves.wheelchairrugby/                                                   |      |
| 高知県          | Freedom （フリーダム）                   | 高知県障害者スポーツセンター（高知県高知市） 高知市立高知特別支援学校（高知県高知市） | https://www.instagram.com/freedom_kochi.wr/ https://www.facebook.com/p/フリーダム-100057078716081/ |      |
| 福岡県          | Fukuoka DANDELION （福岡ダンデライオン） | 福岡市立障がい者スポーツセンター（福岡県福岡市南区） 福岡みらい病院（福岡県福岡市東区） | https://www.instagram.com/fukuoka_dandelion/                                                       |      |
| 沖縄県          | Okinawa Hurricanes （沖縄ハリケーンズ）  | サン・アビリティーズうらそえ（沖縄県浦添市） | https://www.instagram.com/okinawa_hurricanes/ https://www.facebook.com/OkinawaHurricaens/          |      |

そのほか、2023年10月時点で 過去の活動記録がWEB上に残るチームは以下の通り。
神威（北海道）、北海道Big Dippers（北海道）、北海道T×T Big Dippers（北海道）、SUPER SONIC（宮城県）、Genesis（埼玉県）、横濱義塾（旧名: 横浜ホワイトハーツ、神奈川県）、BULLDOGS（新潟県）、HEAT（大阪府）、ブレイザーズWRT（大阪府）、ドリカム、TEAM KAMIKAZE

## 日本選手権
国内クラブチームは、予選大会を突破すると、車いすラグビー日本選手権大会に出場ができる。